# Миленкович, Ана
Ана Миленкович (серб. Ана Миленковић, родилась 19 апреля 1980 в Белграде) — сербская певица.

## Биография
Ана Миленкович начала музыкальную карьеру с выступления на фестивале «Белградская весна» в 2000 году. Также она выступала на фестивалях в Будве (2001), конкурсе Eurosong (2004) и фестивале в Зренянине (2004). В 2005 году она прошла кастинг в группу «Blah Blah Band», с которой выступала на сербском отборе Евровидения 2006 и 2007 годов. В 2006 году она получила премию лучшего дебютанта на музыкальной арене Сербии. Была бэк-вокалисткой певцов Здравко Чолича и Владо Георгиева.
В 2007 году Ана Миленкович вошла в состав группы Beauty Queens, которая сопровождала сербскую участницу Евровидения-2007 Марию Шерифович, победившую в итоге на конкурсе. В 2008 году группа заняла 3-е место в сербском национальном отборе. После ухода из группы Миленкович начала свою сольную карьеру, также даёт уроки вокала.

## Дискография

### Blah Blah Band

#### Синглы
- 2006: "Maler"
- 2007: "Rulet"

### Beauty Queens

#### Синглы
- 2004: "Takva žena"
- 2004: "Sad vraćam sve"
- 2007: "Pet na jedan"
- 2007: "Protiv srca"
- 2008: "Zavet"
- 2010: "Bez tebe"
- 2012: "Da se ljubimo"

### Сольные альбомы
- 2010: "Od sna do jave"